# Ibne Cutaiba
Abu Maomé Abedalá ibne Muslim ibne Cutaiba de Dinavar ou Abu Maomé Abedalá ibne Muslim ibne Cutaiba, o Maruaz, também às vezes chamado Abu Maomé Abedalá ibne Muslim ibne Cutaiba de Cufa e melhor conhecido somente como ibne Cutaiba (em árabe: ابن قتيبة‎; romaniz.: ibn Qutaibah) foi um polímata persa sunita do século IX, que notabilizou-se como teólogo e escritor de adabe. Nascido em Cufa, parece descender, em segunda ou terceira geração, de uma família persa arabizada oriunda do Coração que estava conectada à linhagem feminina dos baílidas de Baçorá e pode ter chego ao Sauade (atual Iraque) nas fileiras do exército do Califado Abássida na segunda metade do século VIII.